# Castello di Lecce
Il castello di Lecce si trova a ridosso del centro cittadino, più precisamente poco più ad est di esso, nei pressi di piazza Sant'Oronzo.

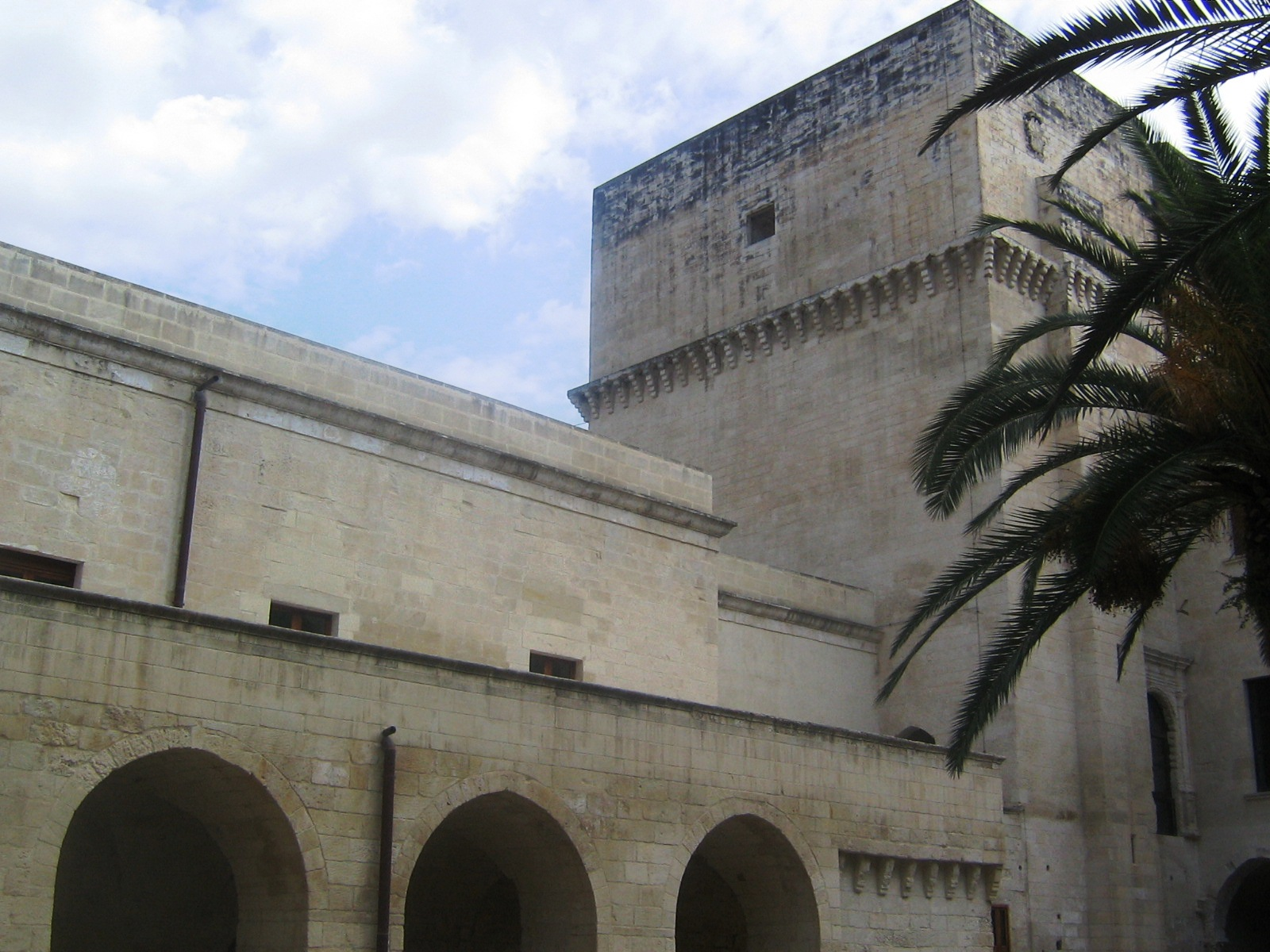
Torre Angioina del Castello.

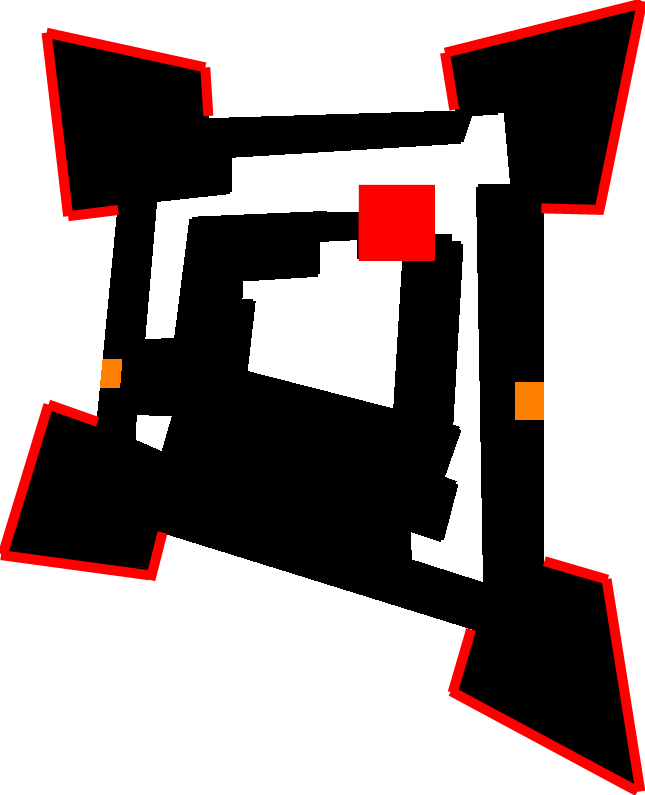
Mappa del forte.

## Storia
L'imperatore Carlo V d'Asburgo nel 1539 emanò l'ordine di demolire il vecchio baluardo principesco, risalente al Medioevo, e di costruire una nuova fortezza, all'avanguardia con le tecniche di architettura militare. I lavori di costruzione e di progettazione furono affidati a Gian Giacomo dell'Acaya, ingegnere generale del Regno di Napoli. La parte più esterna fu realizzata tra il 1539 e il 1549.
Nel 1872 venne colmato il fossato che lo circondava ed eliminati i ponti elevatori delle due porte: ("Porta Reale" e la "Porta Falsa o di Soccorso", recentemente riaperta) sul lato posteriore, che è quello più sviluppato ed il più fortificato, per contrastare i pericolosi attacchi che provenivano dalla vicina costa del mare Adriatico.
Sembrano essere documentate almeno tre porte d'ingresso al castello:
1. La "Prima Porta" o primus introitus (registro del 1463), che ora apre su Piazza Libertini, probabilmente la "Porta Regale" menzionata nel 1544-5;
2. La "Porta ferrata" o la porta versus civitatem (1463), che apre sulla città;
3. La cosiddetta "Porta falsa" (1463), probabilmente accanto alla Torre Magistra.

Per far posto all'imponente mole del castello fu demolito il Convento dei Celestini con l'annessa Chiesa di Santa Croce, in seguito riedificati in via Umberto I, e l'elegante reggia di cui rimane qualche traccia, inglobata nel corpo di fabbrica centrale: il Mastio a Nord-Est, la torre collocata a sinistra nel cortile a la "Torre mozza" posta a Sud-Ovest.
Il castello non ebbe solo funzioni difensive; per esempio, nel XVIII secolo una delle sale fu adibita a teatro.
Dal 1870 al 1979 il Castello fu caserma e distretto militare. Il 30 aprile 1983 l'Amministrazione Militare cedette il Castello al Comune di Lecce, che oggi lo utilizza come sede dell'Assessorato alla Cultura e centro per le attività culturali. Il primo piano del castello, area Nord-Ovest e area Sud-Est, è utilizzato per collocarvi eventi, promuovere iniziative culturali e realizzarvi percorsi espositivi.
Recenti indagini archeologiche svolte dall'Università del Salento hanno messo in luce il nucleo (almeno ad oggi) più antico del maniero, che è da far risalire al XIII secolo e inizi del XIV secolo cioè tra l'età sveva e quella angioina. Da riferire a tale periodo è la torre alta e svettante di forma quadrata che si trova al centro della fortezza del Cinquecento, da cui si sviluppò tutto l'impianto del castello così come appare oggi. Nel corso del Cinquecento come spesso accade nel area salentina il maniero venne profondamente modificato e ciò che vediamo oggi è in gran parte da collegare a tale periodo. Sappiamo che vi lavorarono diverse personalità legate all'architettura militare in particolare, Gian Giacomo dell'Acaya (ma su questo non vi è certezza).

## Descrizione
La forma dell'edificio difensivo è quadrangolare con ai quattro angoli altrettanti "bastioni" da Ovest verso est in senso orario vediamo: il bastione detto di S. Croce, quello di S. Martino, S. Giacomo e S. Trinità. La forma ricalca quella tipica delle fortificazioni con baluardi agli angoli. Nella fortezza leccese vengono impiegati dei baluardi "fiancheggiati alla moderna", con i baluardi che rinserrano la cortina, muro rettilineo fra i due bastioni. Questo particolare concetto di architettura militare è stato particolarmente curato verso il lato ovest (quello che dava verso il centro cittadino). Il castello si trova lungo una via di comunicazione molto importante sin dal periodo romano e poi medievale,  da qui infatti si poteva giungere al Porto di San Cataldo, il porto di Lecce. L'unica porta che consentiva l'accesso dalla città era la cosiddetta porta Reale, ben protetta dai bastioni S. Martino e S. Croce. Un'ulteriore porta si trovava sul lato opposto. Su entrambe le porte del castello vi era lo Stemma imperiale asburgico. L'edificio era completamente circondato da un fossato, oggi obliterato da strutture successive aggiunte in particolare nel corso dell'Ottocento; una leggenda narra che gli Orsini Del Balzo nel corso del Trecento tenessero nel fossato un orso bianco, sia come "status symbol" che per scoraggiare eventuali intrusioni; sulla porta ad est inoltre sono ancora presenti i segni dove doveva poggiare il ponte levatoio di cui erano munite entrambe le porte. Il castello era ben munito di pezzi di artiglieria a più livelli. Sono ancora qua e là visibili i punti dove venivano collocati i cannoni.